# Lee Jae-ha
Lee Jae-ha (* 14. August 1992) ist ein südkoreanischer Sprinter.

## Sportliche Laufbahn
Erste internationale Erfahrungen sammelte Lee Jae-ha im Jahr 2011, als er bei der Sommer-Universiade in Shenzhen im 200-Meter-Lauf mit 22,07 s in der ersten Runde ausschied und mit der südkoreanischen 4-mal-400-Meter-Staffel in 3:12,86 min auf Rang sechs gelangte. Zwei Jahre darauf schied er bei den Studentenweltspielen in Kasan im 100-Meter-Lauf mit 10,80 s im Vorlauf aus und erreichte über 200 Meter das Viertelfinale, in dem er mit 21,54 s ausschied. 2017 nahm er an den Asienmeisterschaften in Bhubaneswar teil und gelangte über 200 Meter bis in das Halbfinale, in dem er mit 21,66 s ausschied. Zudem wurde er mit der 4-mal-100-Meter-Staffel in 40,26 s Achter und belegte mit der 4-mal-400-Meter-Staffel in 3:09,15 min Rang sechs. Auch bei den Leichtathletik-Asienmeisterschaften 2019 in Doha schied er über 200 Meter mit 21,18 s im Halbfinale aus und scheiterte mit der 4-mal-100-Meter-Staffel mit 39,22 s im Vorlauf aus. Ende Oktober schied er bei den Militärweltspielen in Wuhan mit 21,50 s im Halbfinale über 200 Meter aus, erreichte mit der 4-mal-100-Meter-Staffel in 39,82 s den fünften Platz und wurde mit der 4-mal-400-Meter-Staffel in 3:09,06 min Sechster.
2012 wurde Lee südkoreanischer Meister im 200-Meter-Lauf.

## Persönliche Bestzeiten
- 100 Meter: 10,39 s (+1,8 m/s), 1. Mai 2016 in Mungyeong
- 200 Meter: 20,70 s (+0,3 m/s), 28. Juni 2018 in Jeongseon